# SpareMiNT
SpareMiNT är en programvarudistribution baserad på MiNT, ett alternativt operativsystem för Atari ST-datorer. SpareMiNT använder Red Hats rpm-verktyg för att hantera programvarorna.